# Matti Wuori
Matti Wuori (ur. 15 lipca 1945 w Helsinkach, zm. 15 października 2005 w Kirkkonummi) – fiński prawnik, działacz społeczny, przewodniczący Greenpeace International, deputowany do Parlamentu Europejskiego V kadencji.

## Życiorys
Z wykształcenia był prawnikiem, działał na rzecz ochrony środowiska i praw człowieka. Prowadził wykłady na uniwersytetach w Helsinkach, Wenecji i Lund. Był aktywistą organizacji Greenpeace i przewodniczącym Greenpeace International w latach 1991–1993. Od 1996 do 1998 pełnił funkcję doradcy południowoafrykańskiej komisji prawdy i pojednania. W 2002 zagrał gościnną rolę prawnika w filmie Człowiek bez przeszłości.
W 1999 z ramienia Ligi Zielonych uzyskał mandat posła do Parlamentu Europejskiego. Był członkiem grupy zielonych, pracował w Komisji Spraw Zagranicznych, Praw Człowieka, Wspólnego Bezpieczeństwa i Polityki Obronnej. W PE zasiadał do 2004. Zmarł rok później na skutek choroby nowotworowej.